# Communauté de communes de Varenne et Scie
La communauté de communes de Varenne et Scie est une ancienne communauté de communes française, située dans le département de la Seine-Maritime et la région Normandie.

## Historique
La communauté de communes de Varenne et Scie a été créée par arrêté préfectoral du 28 décembre 2001, qui a pris effet le 1er janvier 2002.
Le projet de schéma départemental de coopération intercommunale présenté par le préfet de Seine-Maritime le 2 octobre 2015 dans le cadre de l'approfondissement de la coopération intercommunale prévu par la Loi portant nouvelle organisation territoriale de la République (Loi NOTRe) du 7 août 2015 prévoit la fusion des « communautés de communes Saâne et Vienne (14 128 habitants), Varenne et Scie (7 416 habitants), des Trois Rivières (14 612 habitants) et trois communes de la communauté de communes du Bosc d’Eawy (864 habitants) »,.
En conséquence, elle fusionne au 1er janvier 2017 avec ces deux autres EPCI pour former la communauté de communes Terroir de Caux.

## Territoire communautaire

### Composition
L'intercommunalité regroupe 22 communes du département de la Seine-Maritime :
| Nom                       | Code Insee | Gentilé          | Superficie (km2) | Population (dernière pop. légale) | Densité (hab./km2) |
| ------------------------- | ---------- | ---------------- | ---------------- | --------------------------------- | ------------------ |
| Saint-Honoré (siège)      | 76589      | Honoraciens      | 3,02             | 190 (2014)                        | 63                 |
| Anneville-sur-Scie        | 76019      | Annevillais      | 5,41             | 442 (2014)                        | 82                 |
| Belmesnil                 | 76075      | Belmesnilais     | 3,03             | 464 (2014)                        | 153                |
| Bertreville-Saint-Ouen    | 76085      | Bertrevillais    | 6,67             | 358 (2014)                        | 54                 |
| Le Bois-Robert            | 76112      | Bois-Robertois   | 4,95             | 331 (2014)                        | 67                 |
| Le Catelier               | 76162      | Casteliens       | 3,84             | 242 (2014)                        | 63                 |
| Les Cent-Acres            | 76168      | Acrais           | 5,08             | 62 (2014)                         | 12                 |
| La Chapelle-du-Bourgay    | 76170      | Capellais        | 2,99             | 129 (2014)                        | 43                 |
| La Chaussée               | 76173      | Chausséens       | 8,08             | 572 (2014)                        | 71                 |
| Criquetot-sur-Longueville | 76197      | Criquetotais     | 7,22             | 212 (2014)                        | 29                 |
| Crosville-sur-Scie        | 76205      | Crosvillais      | 3,51             | 242 (2014)                        | 69                 |
| Dénestanville             | 76214      | Dénestanvillois  | 2,69             | 253 (2014)                        | 94                 |
| Lintot-les-Bois           | 76389      | Lintotais        | 2,81             | 185 (2014)                        | 66                 |
| Longueville-sur-Scie      | 76397      | Longuevillais    | 3,96             | 975 (2014)                        | 246                |
| Manéhouville              | 76405      | Manéhouvillais   | 4,28             | 218 (2014)                        | 51                 |
| Muchedent                 | 76458      | Muchedentais     | 7,05             | 129 (2014)                        | 18                 |
| Notre-Dame-du-Parc        | 76478      | Parcais          | 3,01             | 153 (2014)                        | 51                 |
| Saint-Crespin             | 76570      | Saint-Crespinois | 6,35             | 290 (2014)                        | 46                 |
| Saint-Germain-d'Étables   | 76582      | Saint-Germinois  | 7,26             | 269 (2014)                        | 37                 |
| Sainte-Foy                | 76577      | Sainte-foyens    | 6,72             | 572 (2014)                        | 85                 |
| Torcy-le-Grand            | 76697      | Torcéens         | 8,75             | 744 (2014)                        | 85                 |
| Torcy-le-Petit            | 76698      | Torcéens         | 3,66             | 500 (2014)                        | 137                |

## Organisation

### Siège
Le siège de la communauté de communes est à Saint-Honoré, 218 rue Charles-Henri d'Ambray.

### Élus
L'intercommunalité est administrée par son Conseil communautaire, composé, pour la mandature 2014-2020, de 40 conseillers municipaux représentant chacune des communes membres sensiblement en proportion de leur population, à raison de :

- 5 délégués pour Longueville-sur-Scie ;

- 4 délégués pour Torcy-le-Grand ;

- 3 délégués pour Belmesnil, La Chaussée, Sainte-Foy, Torcy-le-Petit ;

- 2 délégués pour Anneville-sur-Scie, Bertreville-Saint-Ouen, Bois-Robert ;

- 1 délégué et son suppléant pour les communes les moins peuplées.
Le conseil communautaire du 17 avril 2014 a réélu son président, Gérard Jouan, maire de la commune de La Chaussée, et ses 5 vice-présidents, qui sont : 
1. Chantal Cottereau, maire du Bois Robert, chargé du collège et des animations socio-culturelles et sportives ;
2. Alain Depreaux, maire de Crosville-sur-Scie, chargé de l'aménagement de l'espace, la voirie et les transports ;
3. Nicolas Leforestier, maire de Criquetot-sur-Longueville, chargé du développement économique et touristique ;
4. Laurent Servais-Picord, maire de Torcy-le-Grand, chargé du logement social et du maintien à domicile ;
5. Guy Le Verdier, maire de Belmesnil, chargé de l'environnement et de l'assainissement.

Le bureau de l'intercommunalité pour la mandature 2014-2020 est constitué du président, des vice-présidents et de Thérèse Calais (Maire de Bertreville-Saint-Ouen), secrétaire du bureau, Olivier Bureaux (Maire de Longeuville-sur Scie), Michel Chardonnet (Maire de Saint Germain-d'Étables) et Paul Potel (Maire de Saint-Honoré).

### Liste des présidents
| Période                                  | Période  | Identité     | Étiquette | Qualité |
| ---------------------------------------- | -------- | ------------ | --------- | --- |
| Les données manquantes sont à compléter. |          |              |           | |
| ?                                        | En cours | Gérard Jouan |           | Maire de la commune de La Chaussée (2001 → ) Président du syndicat intercommunal de regroupement pédagogique (1996 → 2008) Réélu pour le mandat 2014-2020 |

### Compétences
L'intercommunalité exerce les compétences qui lui ont été transférées par les communes membres, dans les conditions fixées par le code général des collectivités territoriales.
Il s'agit, aux termes des statuts de décembre 2009 : 
- Développement économique et touristique :
  - Zones d'activité d'intérêt communautaire ;
  - Actions touristiques ;
- Aménagement de l’espace communautaire :
  - Schéma de cohérence territoriale (SCOT)
  - Aménagement rural ;
  - Exercice du droit de préemption ;
- Développement économique et touristique :
  - Zones d'activité d'intérêt communautaire ;
  - Transports scolaires ;
- Politique du logement ;
- Environnement :
  - Déchets ;
  - Promotion et communication pour la protection de l’environnement ;
- Équipements culturels, sportifs et scolaire ;
- Voirie communautaire ;
- Adhésion à des organismes sociaux : Mission Locale Rurale ;
- Assainissement non collectif ;
- Fourrière animale[9]

### Régime fiscal
La communauté d'agglomération est financée par la fiscalité professionnelle unique (FPU), qui a succédé a la Taxe professionnelle unique (TPU), et qui assure une péréquation fiscale entre les communes regroupant de nombreuses entreprises et les communes résidentielles.